# Iran Mall
L'Iran Mall (en persan : ایران مال) est un centre commercial situé à Téhéran, au bord du lac Chitgar. Il est depuis son ouverture en 2018 le plus grand centre commercial au monde, avec une surface commerciale d'1 950 000 m2.

## Galerie

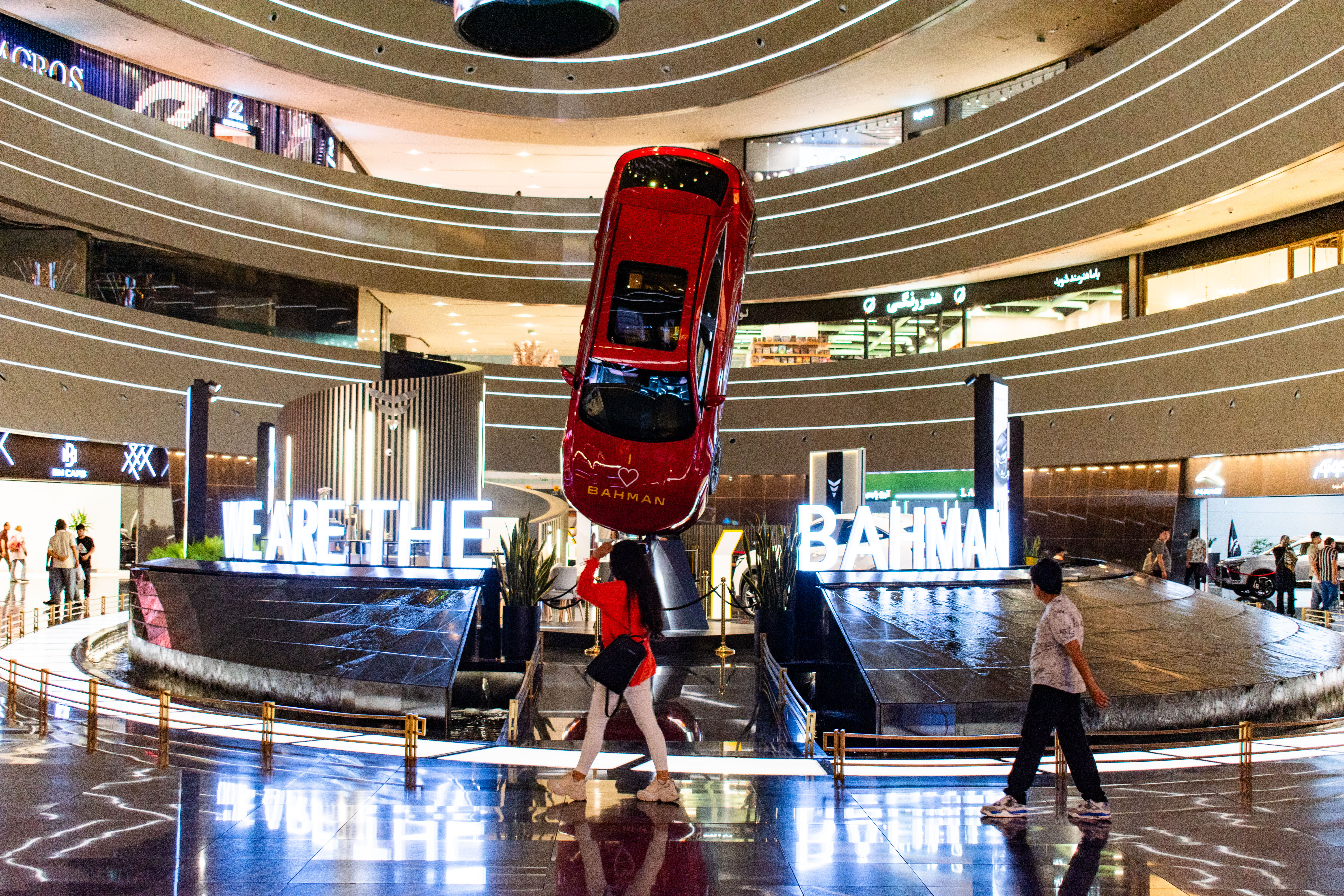
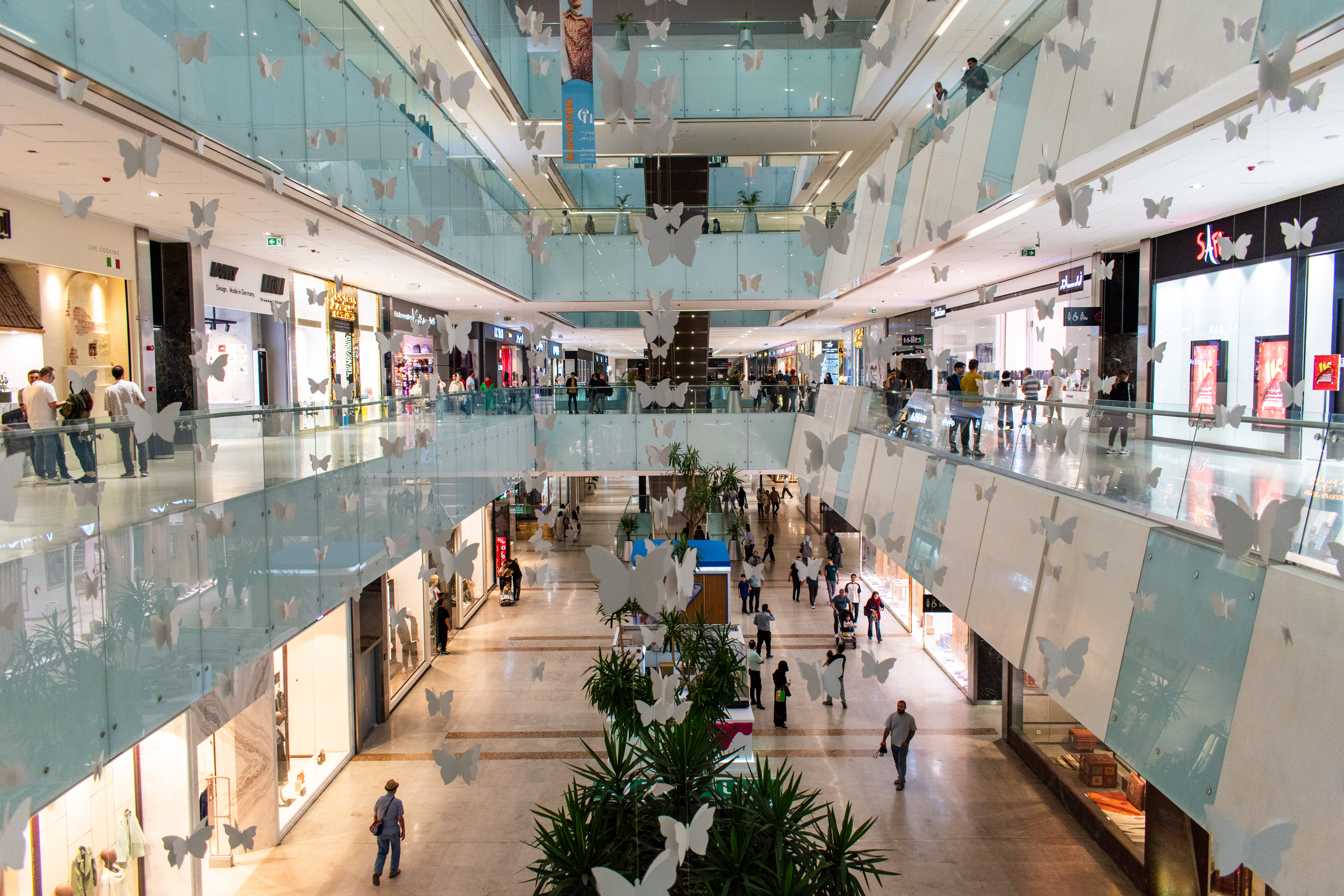
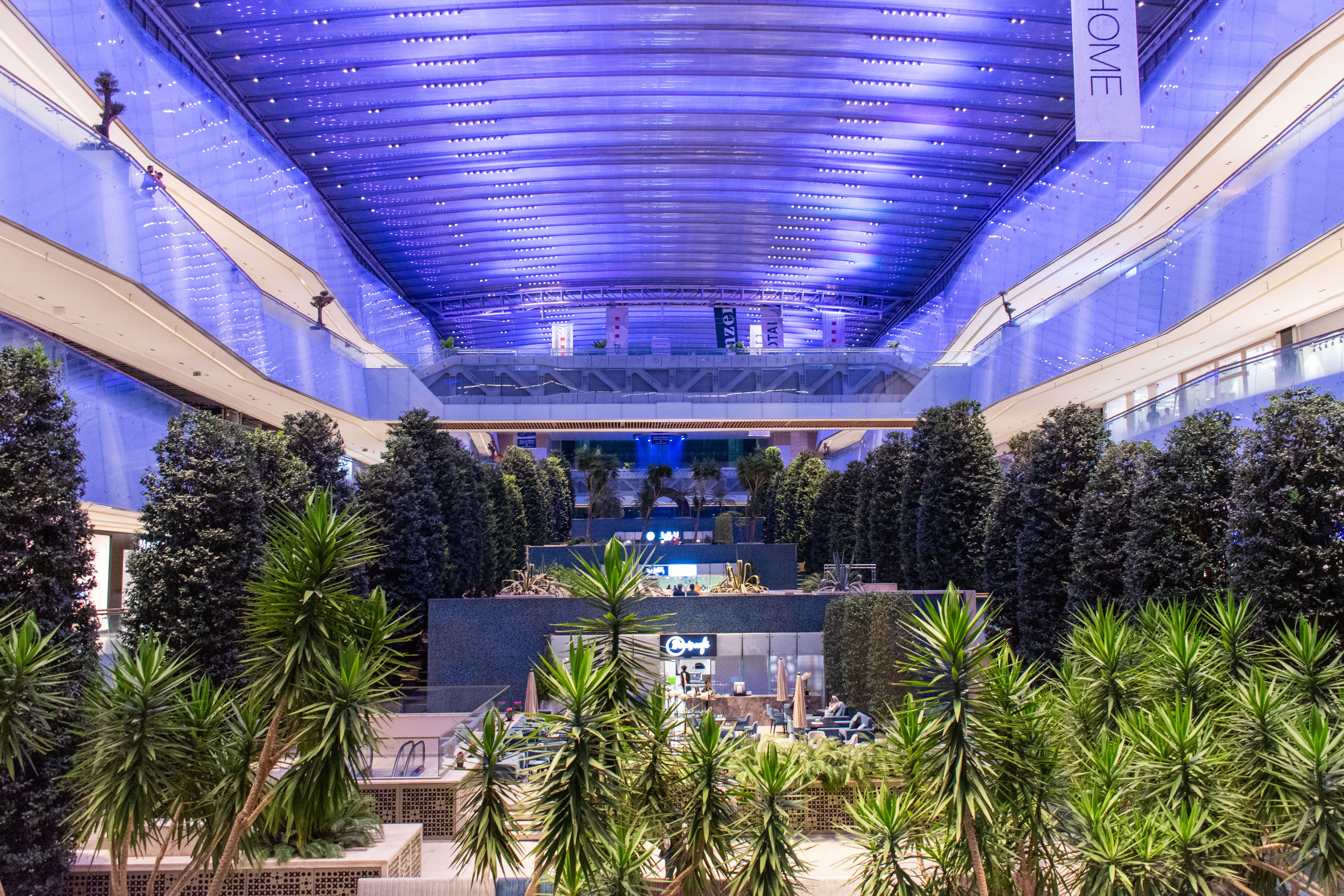
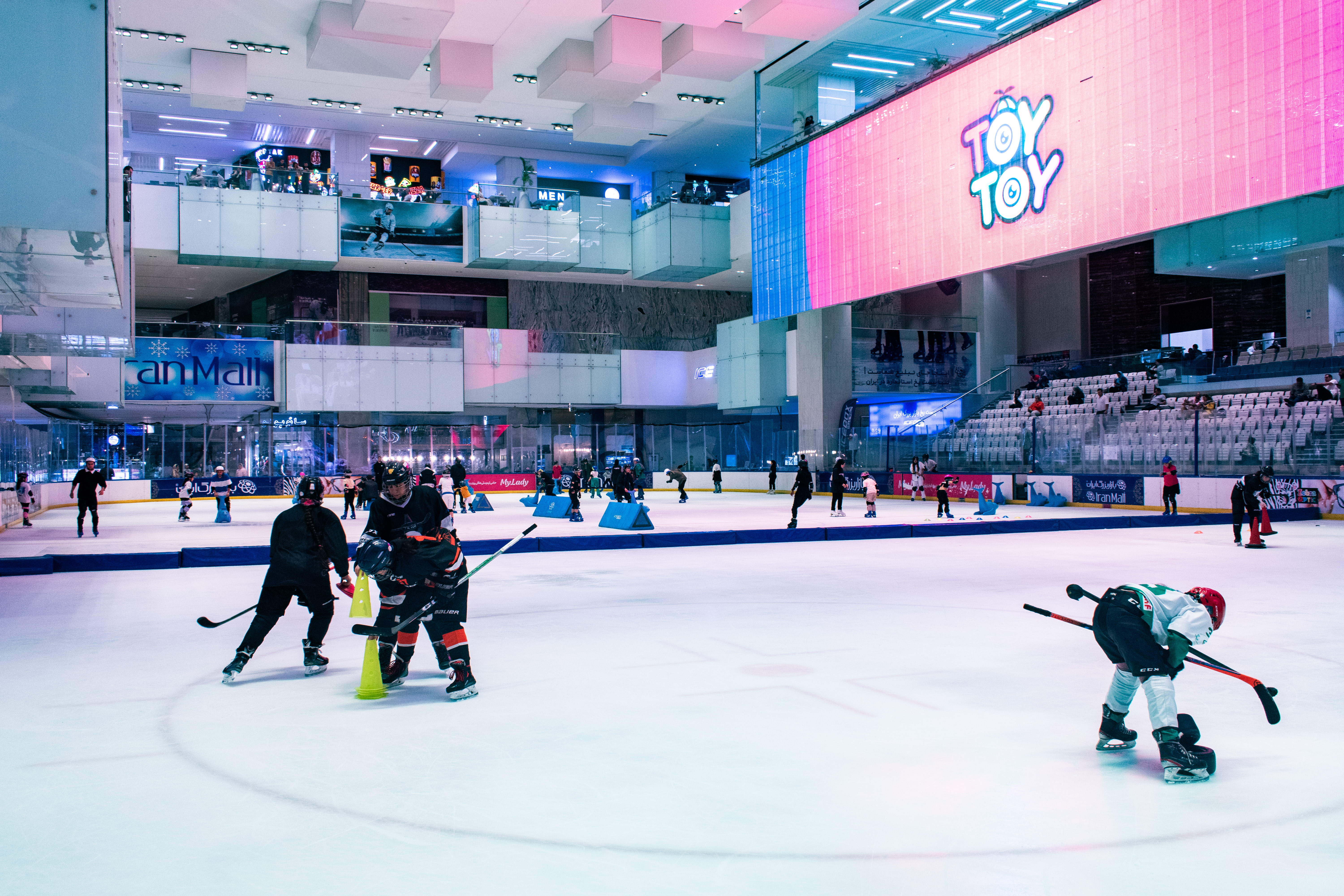
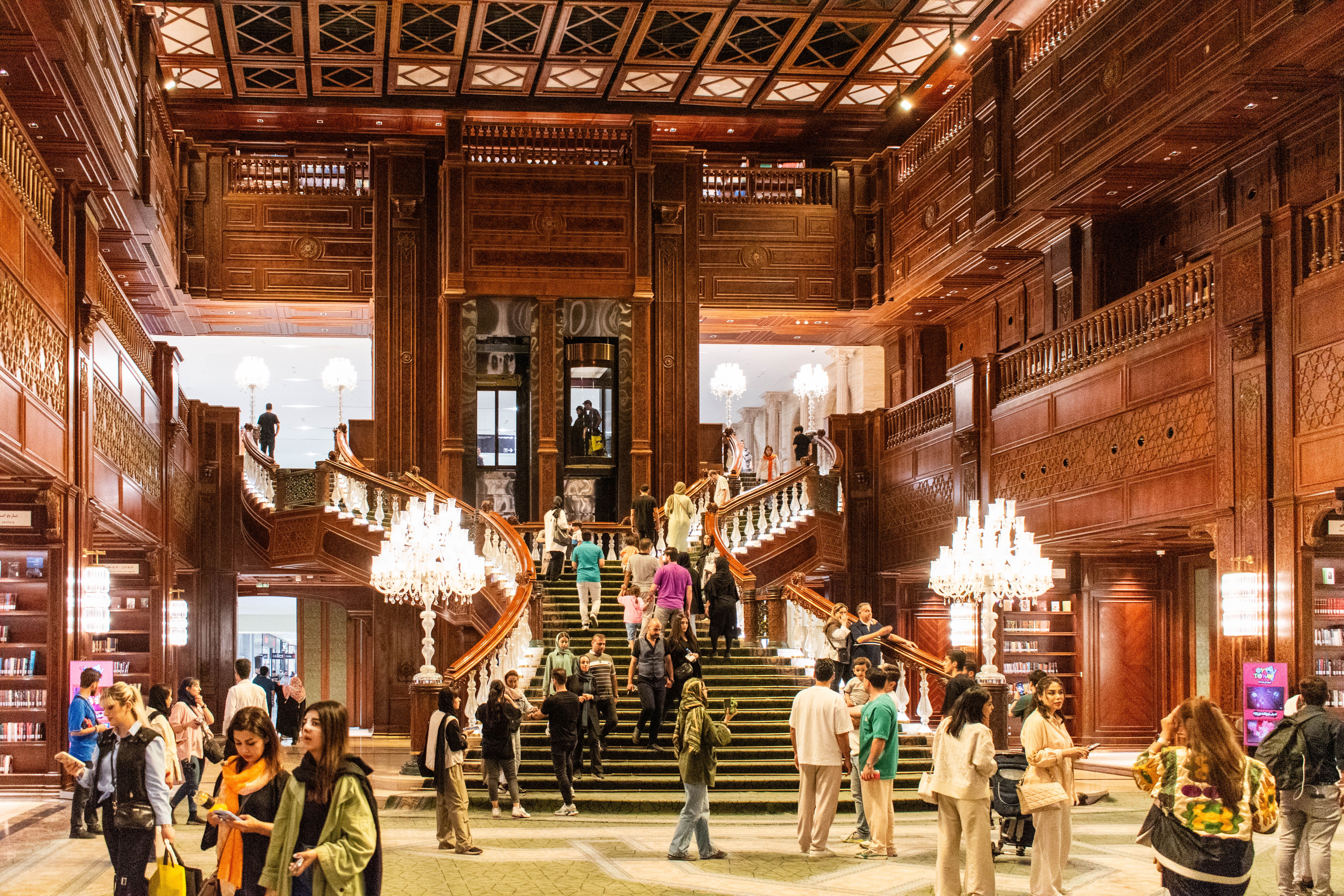
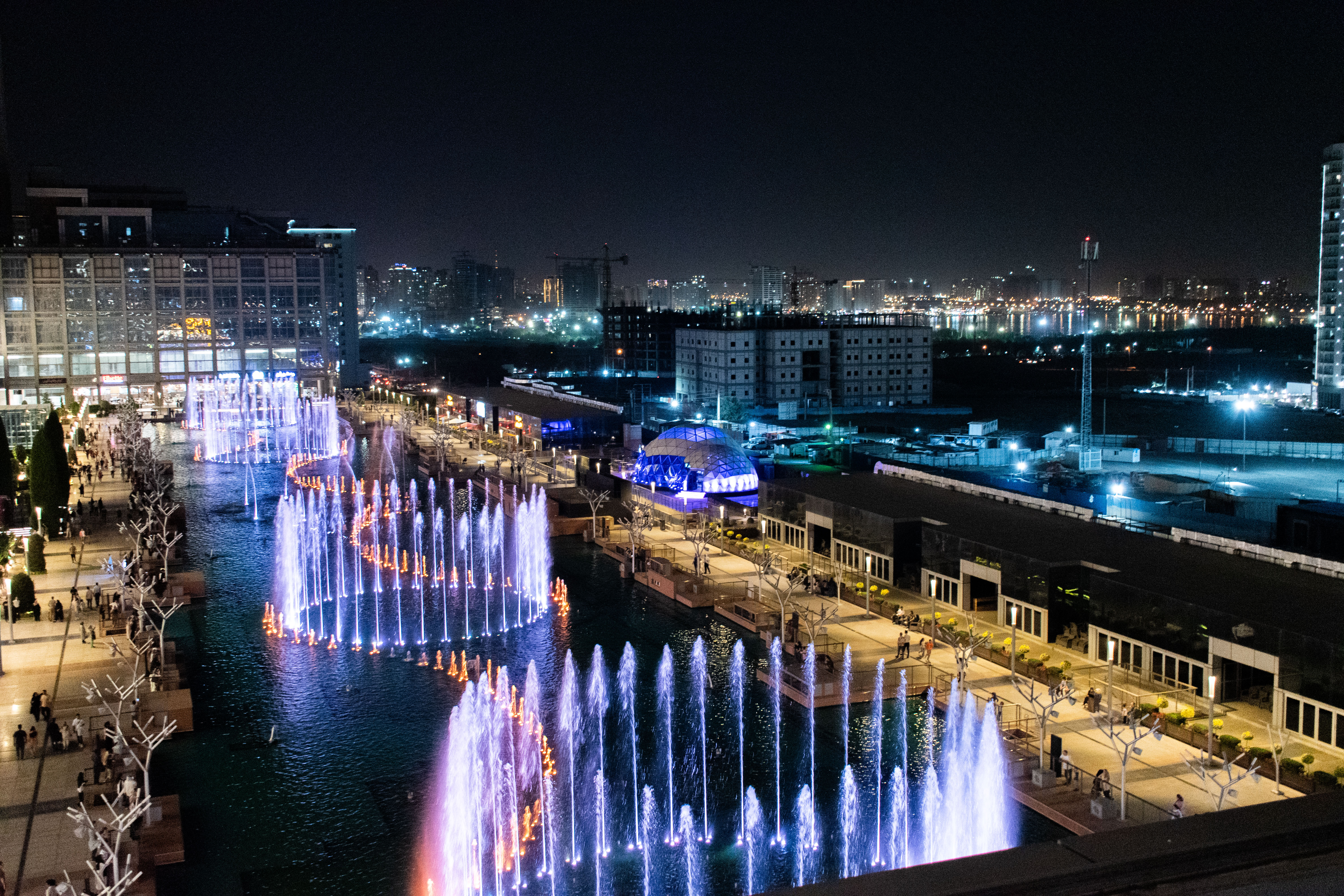